# Francisco Antonio Zea

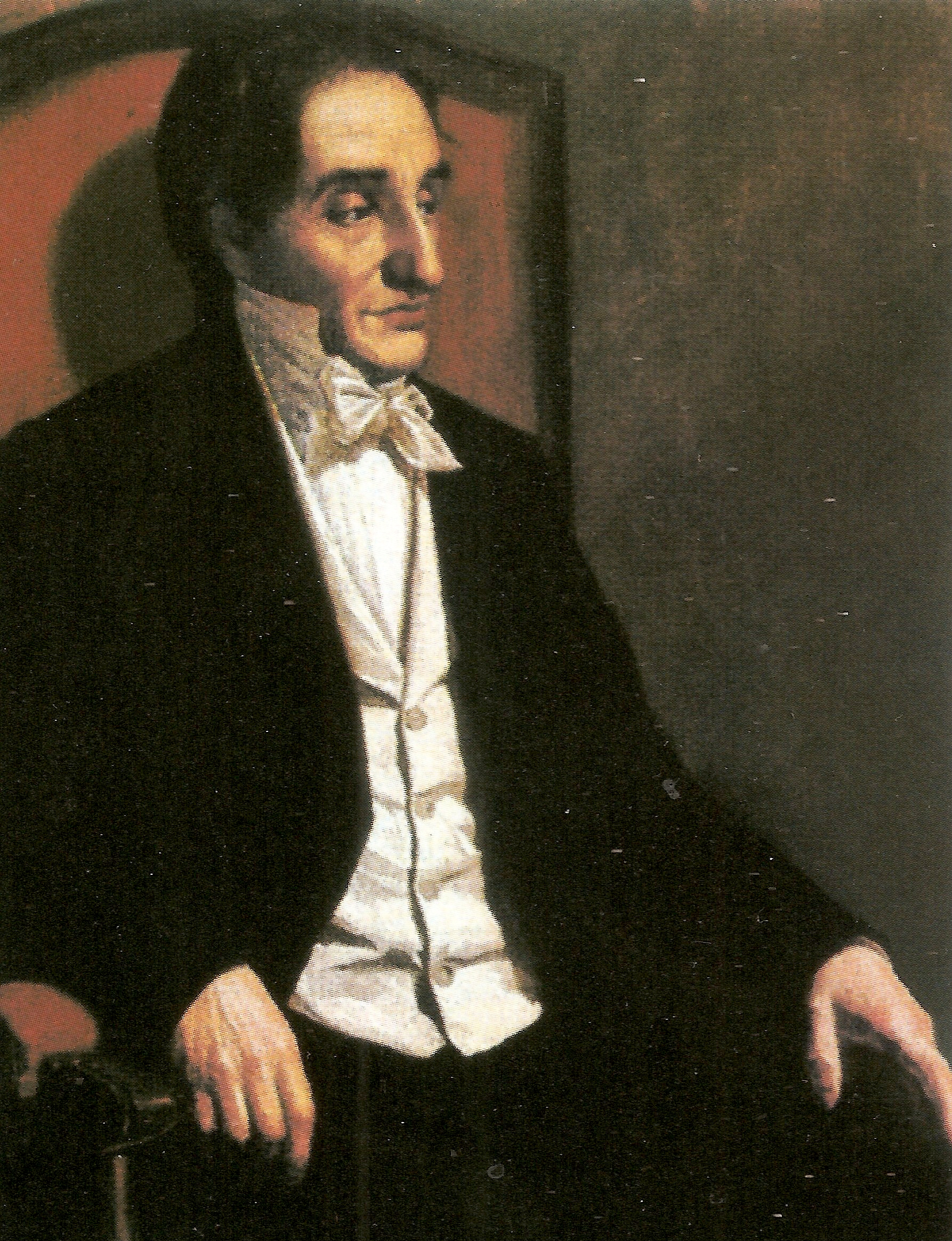
Francisco Antonio Zea

Francisco Antonio Zea (Medellin, 1770 — Bath, 1822) foi um político e naturalista colombiano.

## Formação
Fez os primeiros estudos na sua cidade natal. Para a sua educação secundária viajou para a cidade de Popayán, para o Real Colégio e Seminário de Popayán, que concluiu em 1785. Al año siguiente fue a la capital del Virreinato, Santafé, para estudiar Jurisprudencia en el Colegio Mayor de San Bartolomé. 